# Place Pierre de Coubertin (Louvain-la-Neuve)
La place Pierre de Coubertin est un espace public urbain situé à Louvain-la-Neuve, section de la ville belge d'Ottignies-Louvain-la-Neuve, en Brabant wallon.
Selon la Fondation Wallonne, « elle perpétue à l'Université catholique de Louvain le souvenir d'un homme hors du commun dont l'ombre couvre l'exaltation du corps en mouvement rendu par douze statues rassemblant la symbolique de la Grèce antique, de l'éducation physique et des sports ».

## Historique

### Genèse de la ville universitaire de Louvain-la-Neuve
Au cours des années 1960, le nombre d'étudiants de l'Université catholique de Louvain augmente rapidement en raison de l'évolution démographique et de la démocratisation des études supérieures. La loi du 9 avril 1965 sur l'expansion universitaire autorise la partie francophone de l'Université à envisager son expansion à Woluwe-Saint-Lambert et en Brabant wallon, ce qui amène l'Université à acquérir 150 hectares dès septembre 1966 sur le plateau agricole de Lauzelle à Ottignies.
Par ailleurs, les tensions entre les communautés linguistiques francophone et néerlandophone deviennent explosives à cause des revendications du mouvement flamand (né dès 1840) qui exige l'homogénéité culturelle de la Flandre. Ces tensions atteignent leur paroxysme en 1967-1968 avec l'affaire de Louvain, crise politique connue sous les noms de « Walen Buiten » (« Les Wallons dehors ») et de « Leuven Vlaams » (« Louvain flamande ») durant laquelle les Flamands exigent le départ des étudiants francophones de Louvain au nom du droit du sol et de l'unilinguisme régional, ce qui amène l'Université à décider le transfert intégral de sa section francophone hors de Louvain et à faire sortir de terre une ville universitaire entièrement neuve à Ottignies à partir de 1970,.
La loi du 24 mai 1970 institue deux universités séparées, la première pierre de la ville nouvelle de Louvain-la-Neuve est posée le 2 février 1971 et la faculté des Sciences appliquées ainsi que les premiers habitants s'y installent dès 1972.

### Grandes phases de la construction de la ville
La construction de la ville commence dès 1970 avec le quartier est, qui regroupe le Cyclotron (1970-1972), la place Sainte-Barbe (1970-1972), la Bibliothèque des Sciences (1970-1973),, la place des Sciences (1970-1976) et la place Croix-du-Sud (1974-1975),.
Elle se poursuit en 1974-1976 avec la rue des Wallons, la place des Wallons,,,,, la gare de Louvain-la-Neuve et les Halles universitaires, et en 1977 avec les Auditoires Agora.

### Construction du quartier de l'Hocaille
Dans ce contexte, la construction du quartier de l'Hocaille commence vers 1974 avec pour objectif de créer un lieu alternatif au Biéreau pour le logement étudiant et pour le logement urbain. La rue des Blanc Chevaux et la rue de l'Hocaille voient ainsi le jour, bordées de nombreux kots (chambres ou logements communautaires d'étudiants), ainsi que la place Pierre de Coubertin, une place qui s'ouvre sur la rue de l'Hocaille. 
Le nom de la rue de l'Hocaille est reconnu par le Conseil communal du 3 octobre 1973, celui de la place Pierre de Coubertin le 25 février 1975 et celui de la rue des Blanc Chevaux le 15 avril 1975
Le bâtiment Pierre de Coubertin et les auditoires Pierre de Coubertin (amphithéâtres) sont construits en 1977 sur la place Pierre de Coubertin,, la même année que le Centre Sportif de Blocry, situé plus à l'ouest .

## Statut patrimonial
L'ensemble n'est pas classé et ne figure pas à l'Inventaire du patrimoine immobilier culturel de la Wallonie.

## Architecture
La place, qui est orientée du sud au nord, est entourée du bâtiment Pierre de Coubertin au sud et des auditoires Pierre de Coubertin au nord.
Le bâtiment Pierre de Coubertin abrite la Faculté des sciences de la motricité, qui forme les étudiants en éducation physique, kinésithérapie et réadaptation. Comme le souligne le site PSS - Archi, il s'agit de la seule faculté de l'UCLouvain du secteur des sciences de la santé localisée à Louvain-la-Neuve, les autres étant situées sur le site de Louvain-en-Woluwe à Woluwe-Saint-Lambert (Bruxelles). C'est également la seule faculté de l'UCLouvain située dans le quartier de l'Hocaille, ce qui s'explique selon le site PSS - Archi « par la nécessité pour la Faculté d'être située non loin du Centre Sportif et des Piscines de Blocry ».
Le bâtiment est érigé en briques orange et en béton lisse peint en beige, avec seulement quelques traces du style brutaliste, ce style fort présent à Louvain-la-Neuve, caractérisé notamment par des façades de « béton brut » sans revêtement, dont les surfaces présentent souvent une texture héritée du bois de coffrage, le béton « brut de décoffrage »,, gardant la marque des planches de bois qui ont servi au moulage, leurs veinures ainsi que leurs lignes de jointure.    
Au nord de la place, au no 2, se dressent les 12 auditoires Pierre de Coubertin,, les amphithéâtres où s'enseignent les principes de l'éducation physique, de la médecine du sport et des sciences du mouvement. Les trois amphithéâtres principaux comportent respectivement 150, 200 et 300 places.

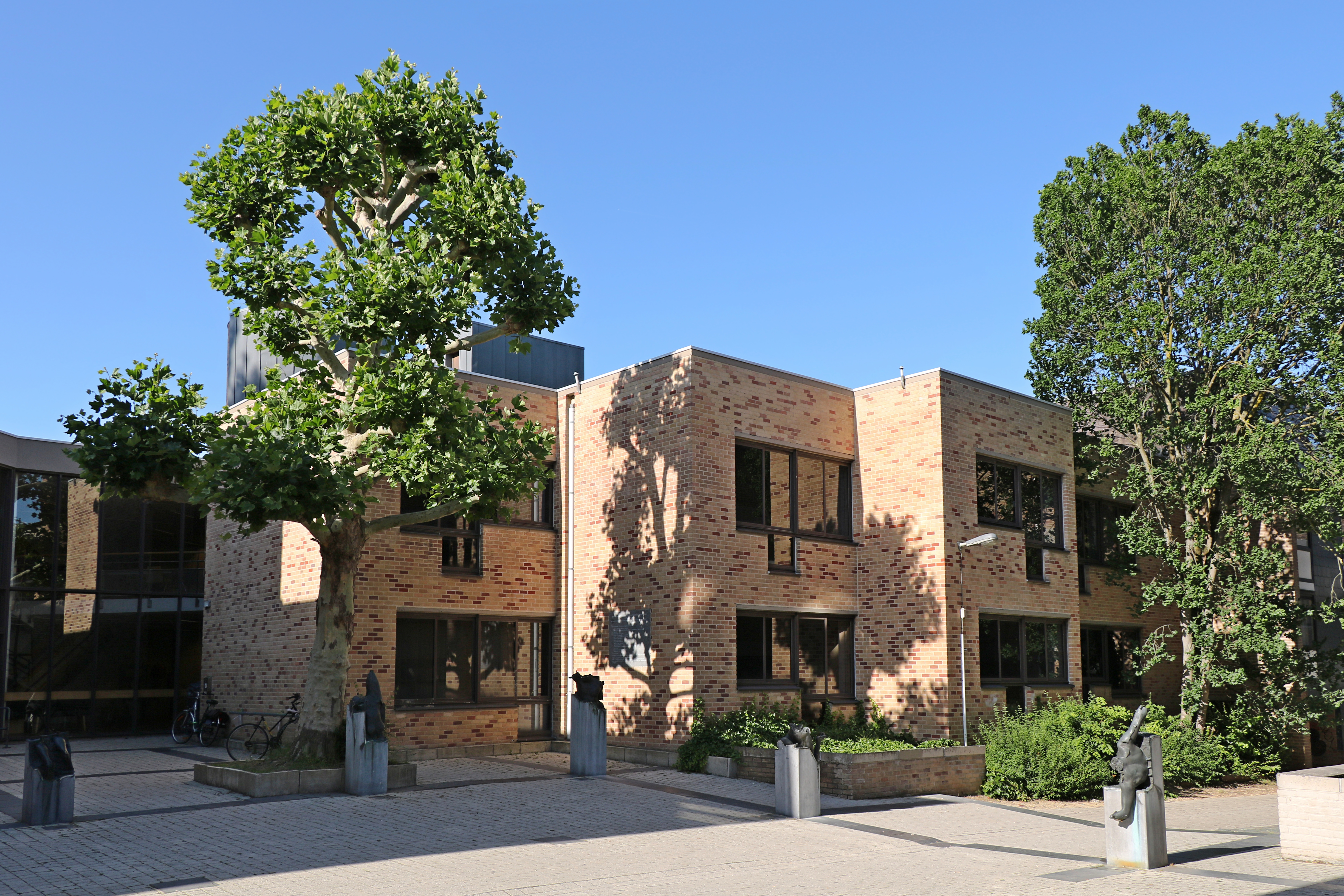
Auditoires Pierre de Coubertin.
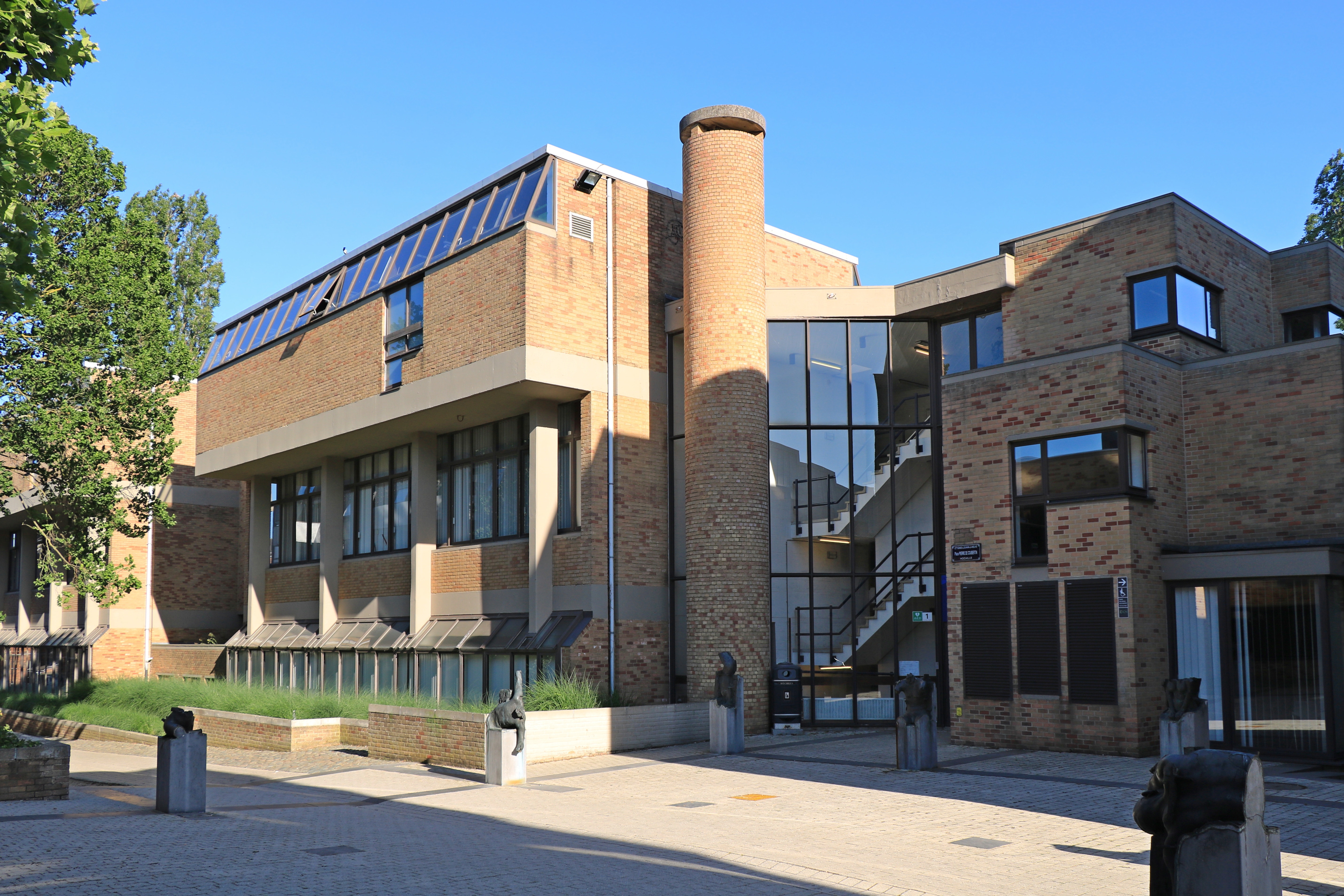
Bâtiment Pierre de Coubertin (Faculté).
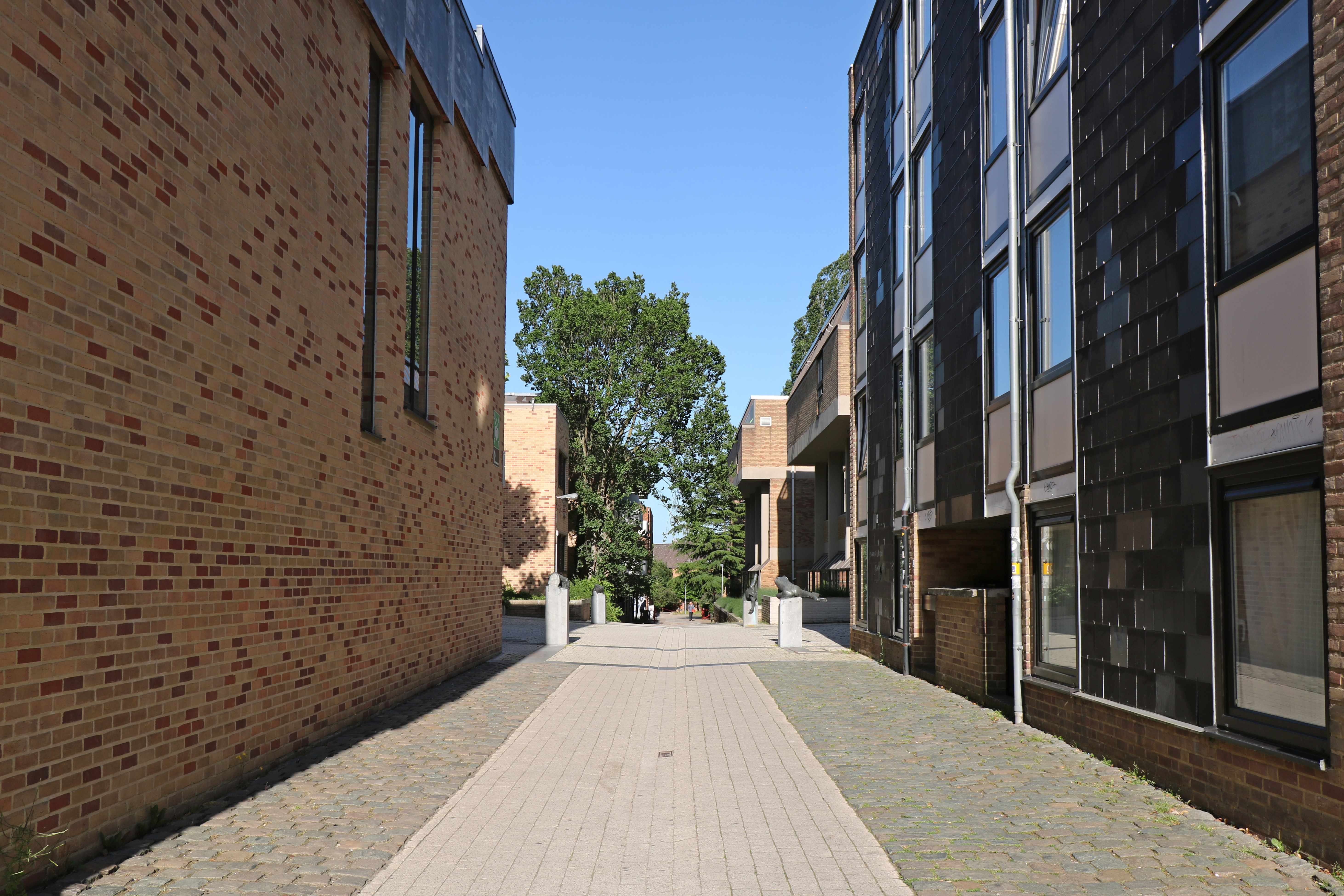
La place vue depuis la rue de l'Hocaille.

## Sculpture:Hommage au corps en douze fragments, attitudes et mouvements
La place est ornée d'un ensemble de douze statues en bronze disposées en carré autour de la place,. Intitulé « Hommage au corps en douze fragments, attitudes et mouvements », l'ensemble a été réalisé en 1996 par le sculpteur dinantais Félix Roulin,,.
Les bronzes de grandeur nature sont posés sur des colonnes en pierre bleue (petit granit) de section carrée ou rectangulaire.
L'ensemble a été inauguré le 25 octobre 1996 pour fêter les 50 ans d'existence de l'Institut d'Éducation Physique,. Agrémentée d'une chorégraphie d'étudiantes, l'inauguration a eu lieu en présence de nombreuses personnalités parmi lesquelles le prince Alexandre de Merode, vice-président du Comité international olympique et président du Comité exécutif du « Projet place de Coubertin ».
Dans cet ensemble de sculptures, « Félix Roulin illustre le mouvement par des fragments de corps, des gestes suggérés et des attitudes liées au sport » et rassemble « la symbolique de la Grèce antique, de l'éducation physique et des sports » pour perpétuer « le souvenir d'un homme hors du commun dont l'ombre couvre l'exaltation du corps en mouvement ». Dans le livre L'art dans la ville - Promenades à Ottignies-Louvain-la-Neuve de Christophe Dosogne et Wivine de Traux, l'artiste explique : « Une place est d'abord un contenant, c'est pourquoi j'ai opté pour cette série de colonnes, plutôt de piliers, qui affirme une structure carrée, forte, au milieu de bâtiments dont le découpage au sol est complexe. Cette structure lie le sol, la place à cette architecture et la renforce, lui donne une signification et presque une histoire. Les sculptures elles-mêmes achèvent de donner le sens : les corps magnifiés, les gestes suggérés, les attitudes et les mouvements indiquent qu'il s'agit bien de l'Institut d'éducation physique et de réadaptation. ».
Apposée contre la façade des auditoires, une plaque en pierre bleue cite le nom des organismes, des personnes et des entreprises qui ont contribué à cette œuvre : le Comité international olympique, l'Université catholique de Louvain, la communauté universitaire, la Fondation Michel Woitrin, l'association des licenciés en éducation physique de l'UCL, ainsi qu'une dizaine d'entreprises et deux personnes privées.

Hommage au corps féminin
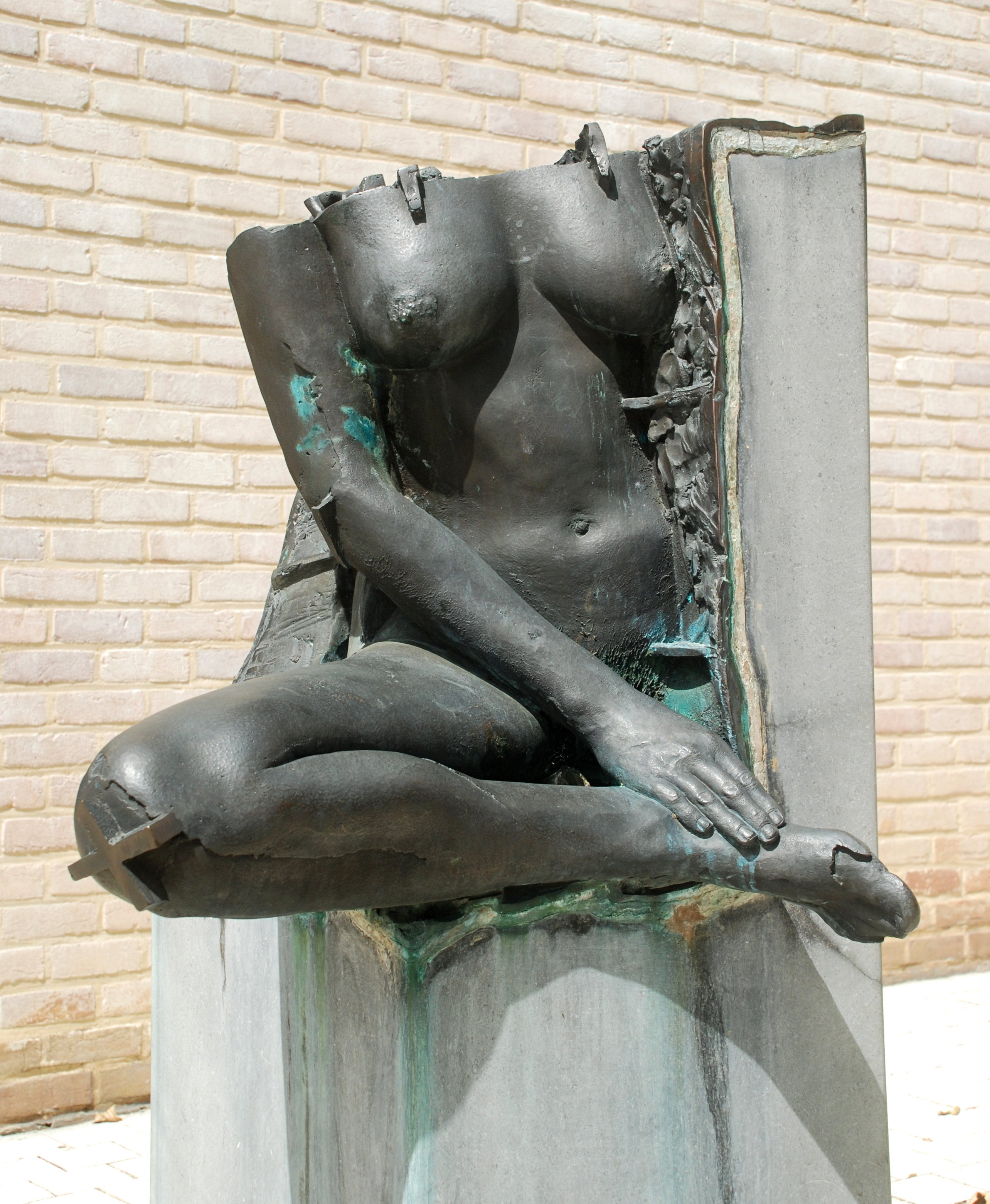
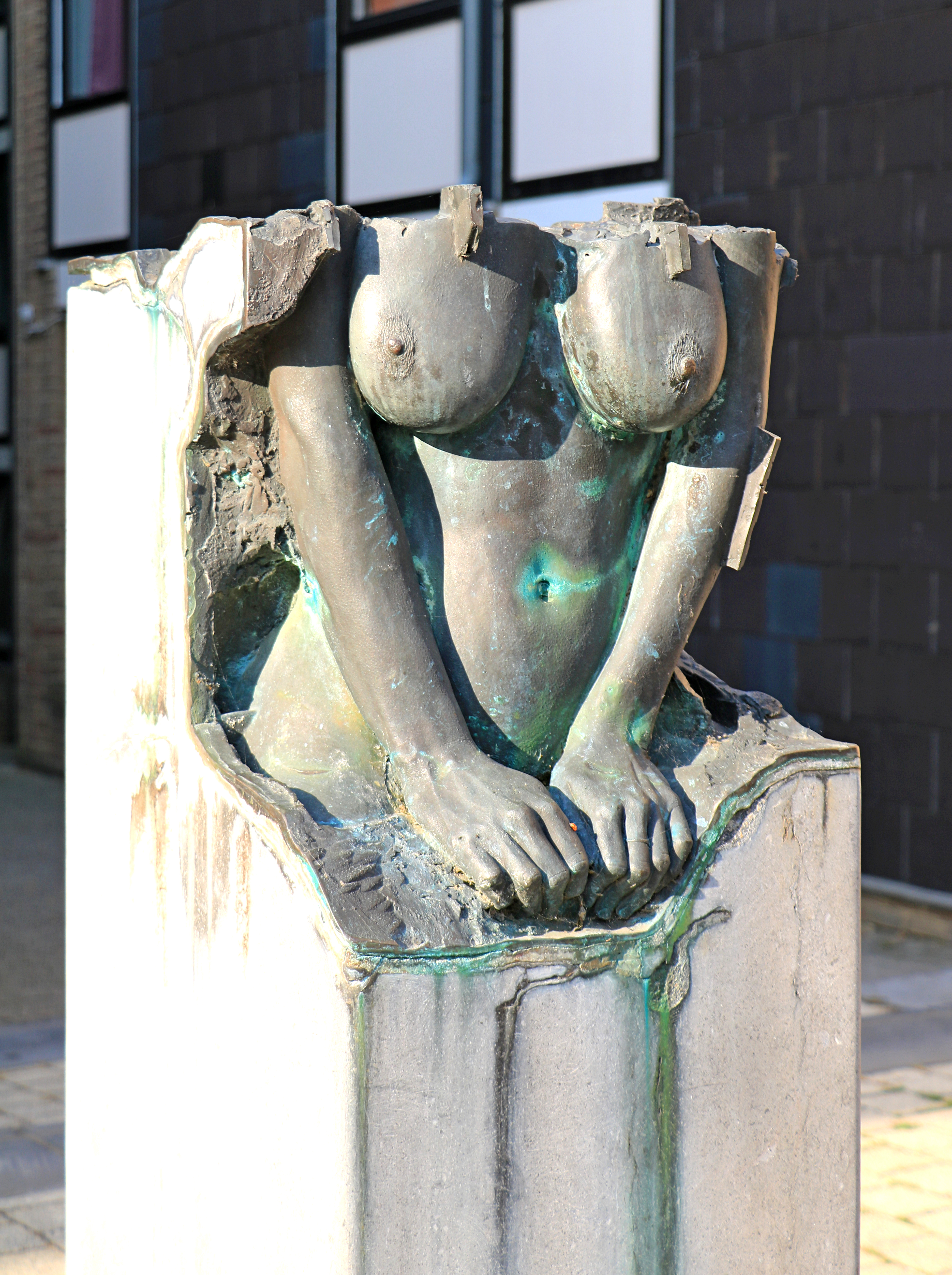
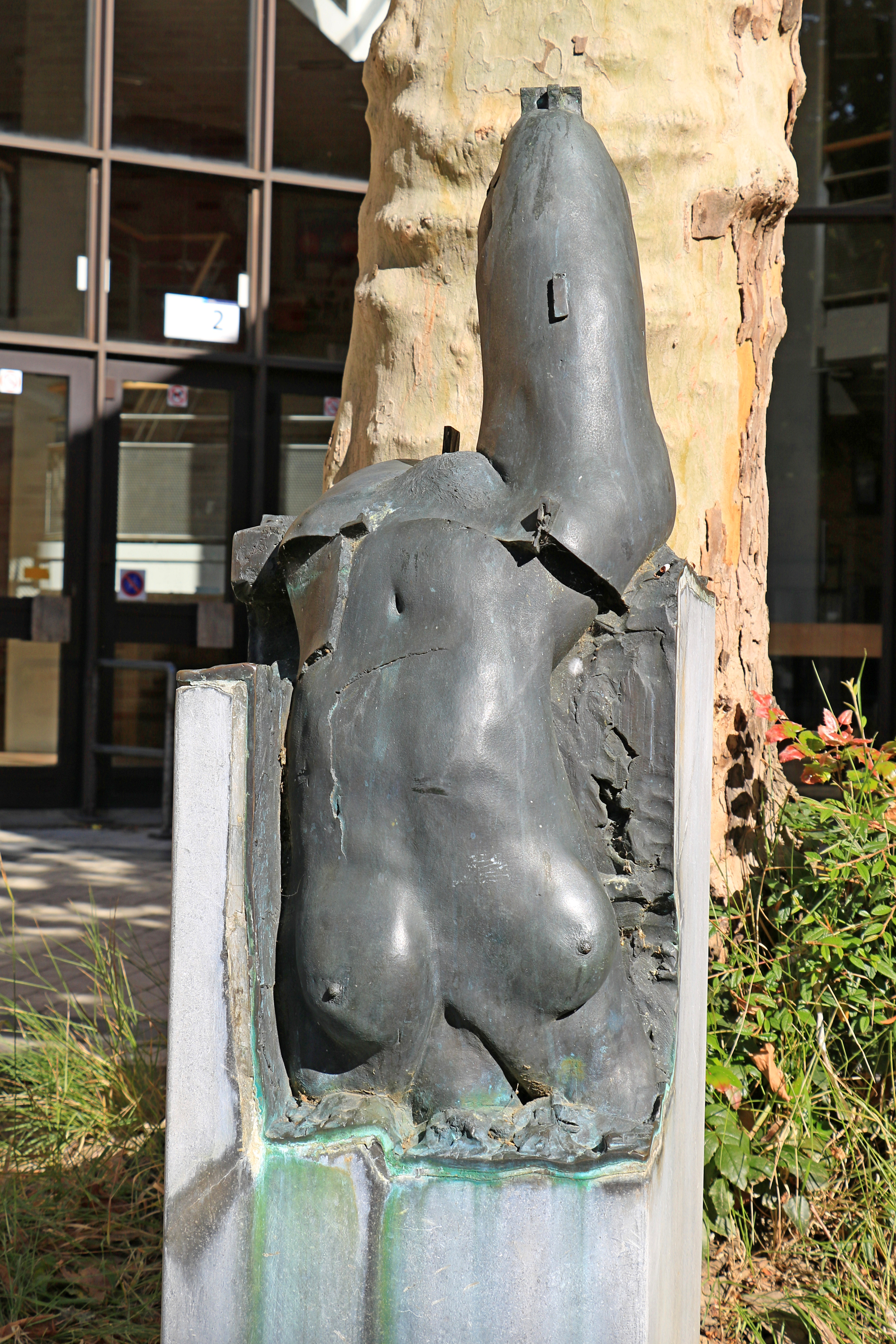
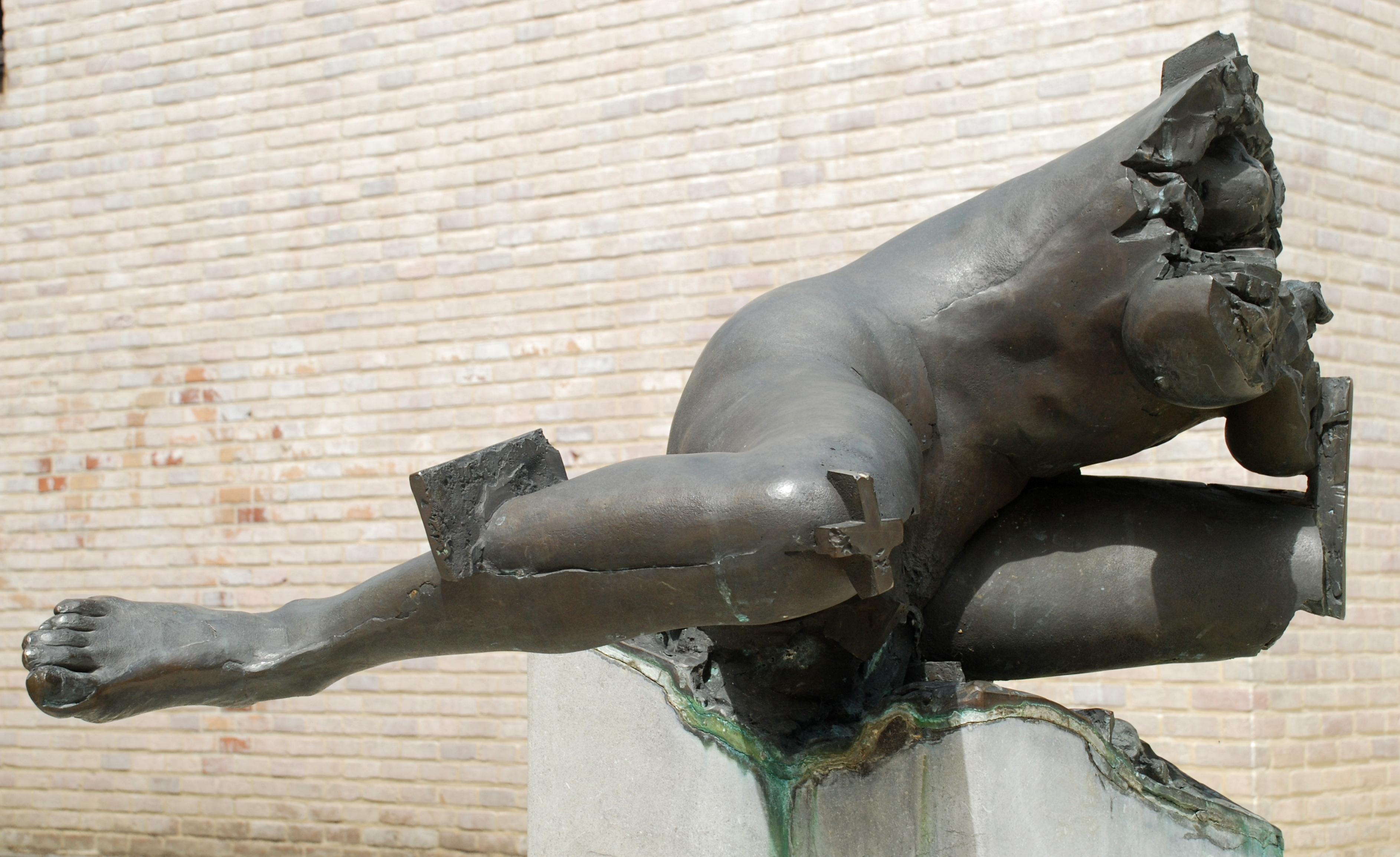

Hommage au corps masculin
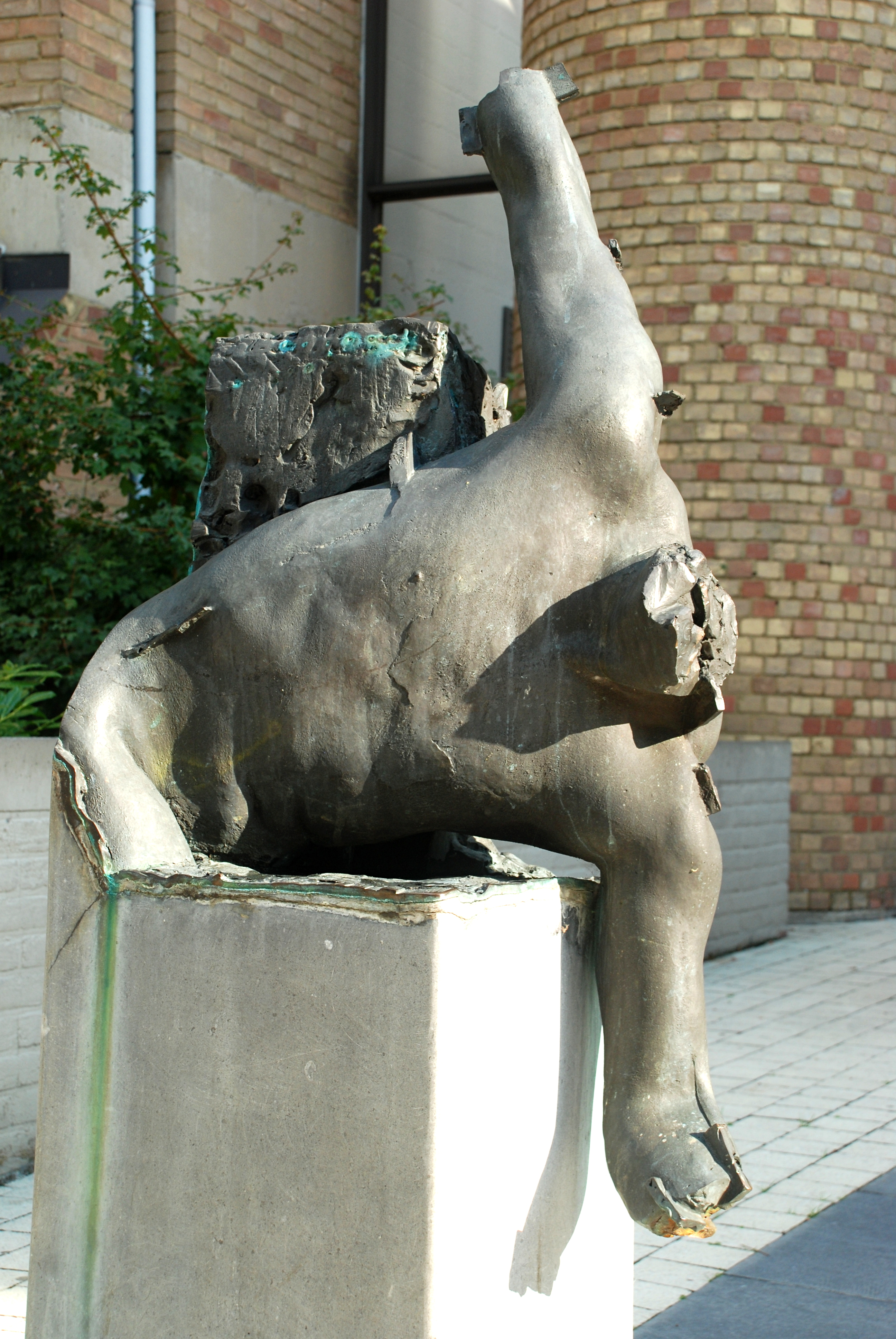
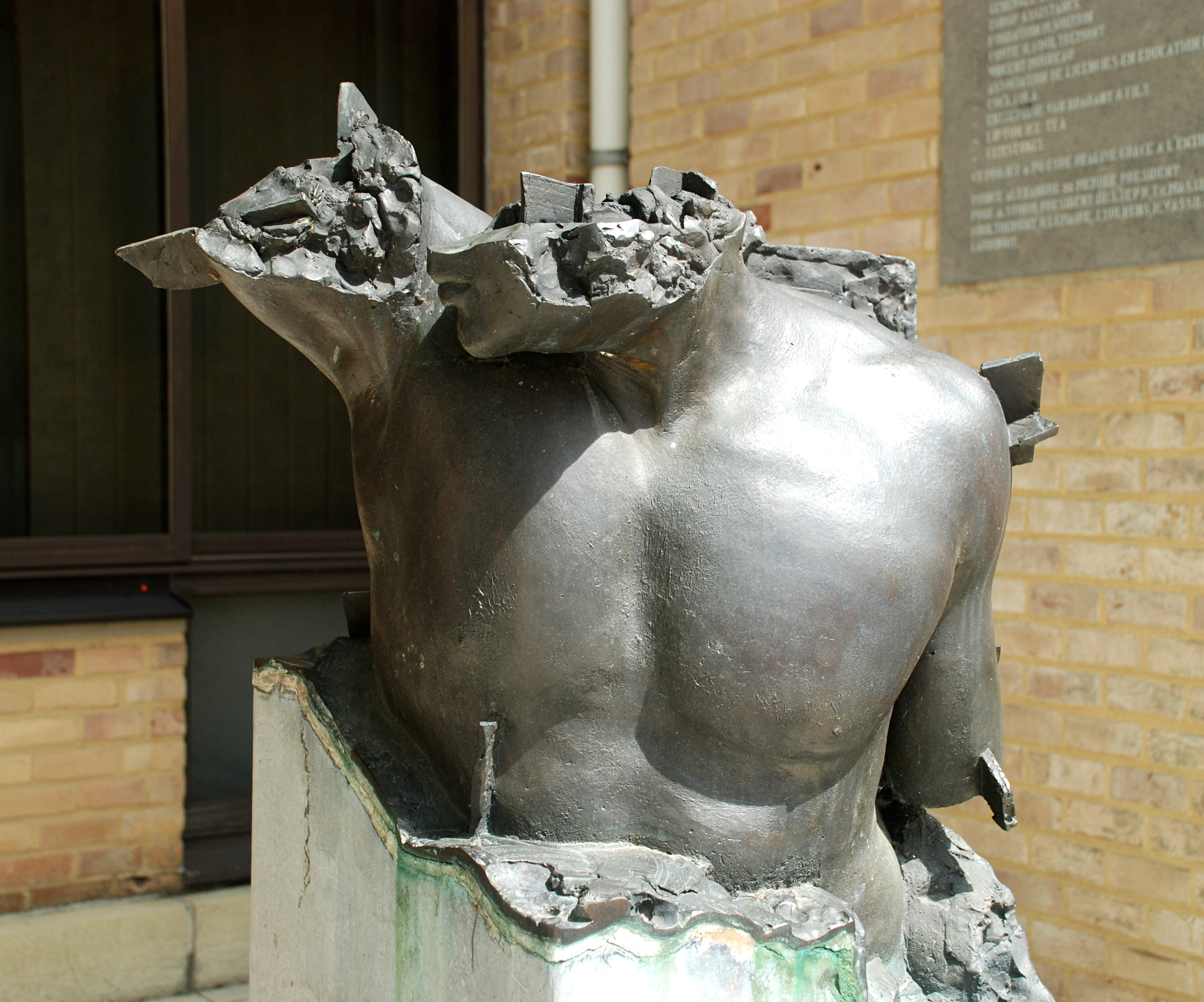
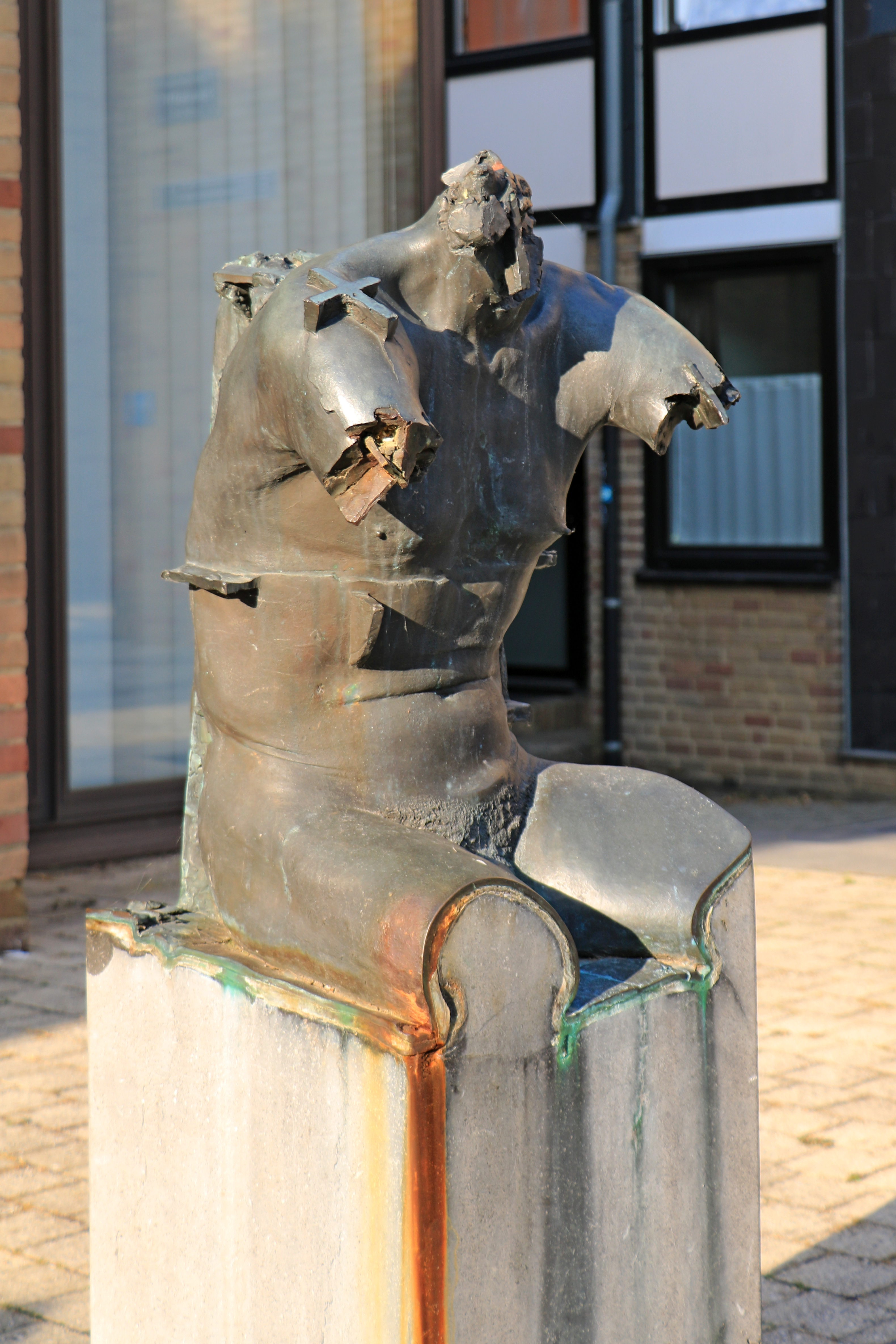
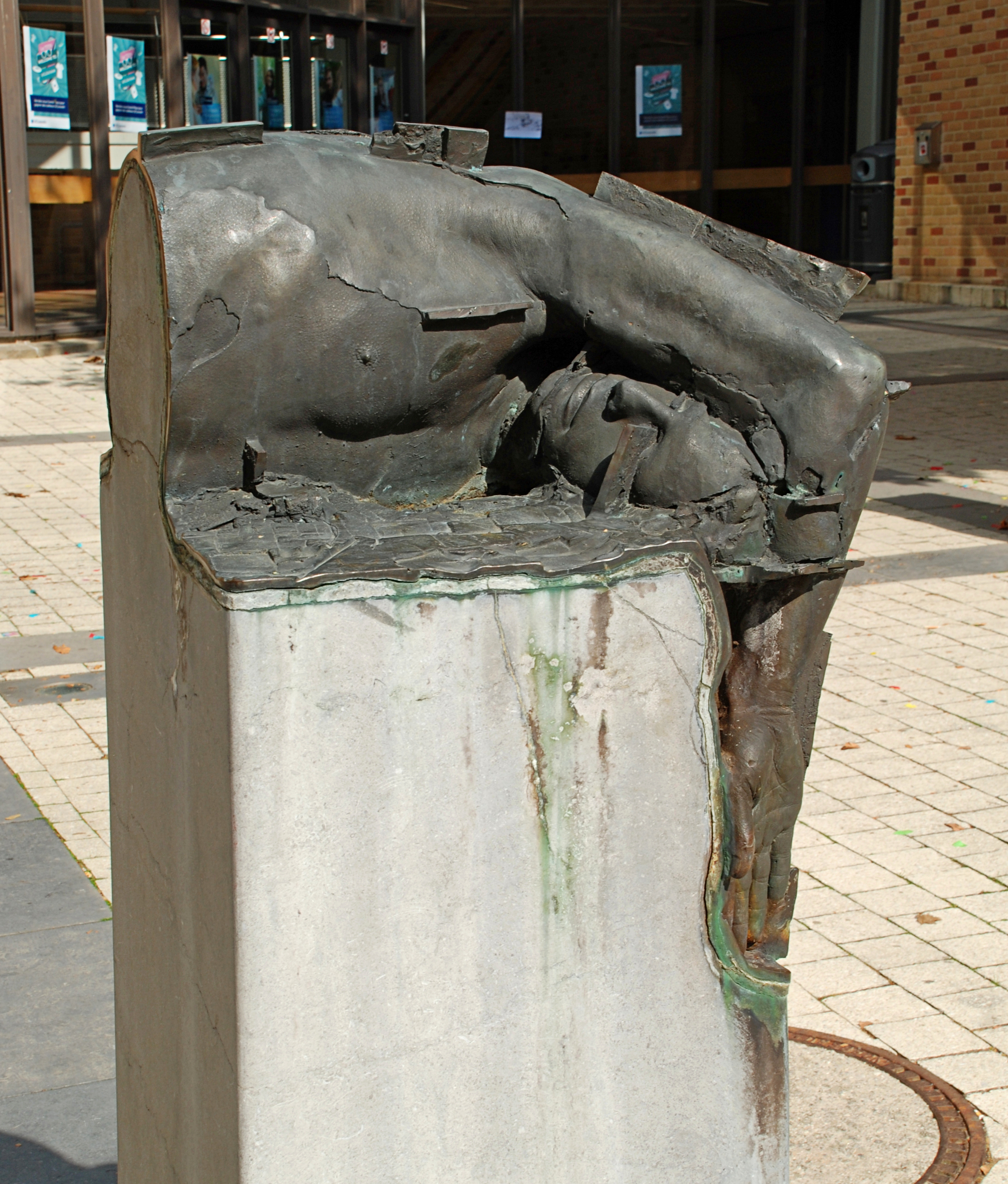